# Лулуа (река)
Лулуа (на френски: Luluwa) е река в Демократична република Конго, десен приток на Касаи, която е ляв (най-голям) приток на Конго. Дължината ѝ е около 900 km. Река Лулуа води началото си на 1260 m н.в., от крайните източни части на платото Лунда, в най-южната част на Демократична република Конго, в непосредствена близост до границите с Ангола и Замбия. По цялото си протежение тече предимно в северно направление (в долното течение на северозапад) по североизточния склон на платото образувайки множество прагове и малки водопади. Влива се отдясно в река Касаи, на 383 m н.в., на около 100 km преди пристанището Илебо. Основни притоци: леви – Миао, Луебо; десни – Луаши, Лукоши, Касилеши, Луиза. Пълноводна е по време на дъждовния сезон продължаващ от септември-октомври до април. Плавателна е за плитко газещи речни съдове на 55 km от устието си (до устието на река Луебо).